# Pallisa
Pallisa  este un oraș  în  Uganda. Este reședinta  districtului Pallisa.